# NGC 75
NGC 75 (również PGC 1255 lub UGC 182) – galaktyka soczewkowata (S0), znajdująca się w gwiazdozbiorze Ryb. Odkrył ją Lewis A. Swift 22 października 1886 roku.